# Gathering of Developers
A Gathering of Developers, Inc. (encurtado como G.O.D. ou GodGames, e conhecida como Gathering entre 2003 e 2004) foi uma publicadora de jogos eletrônicos estadunidense sediada em Nova Iorque. Fundada por Mike Wilson e associados em janeiro de 1998 e originalmente sediada em Dallas, a empresa foi adquirida pela Take-Two Interactive em maio de 2000. Entre maio de 2000 e março de 2001, a Gathering of Developers também geriu uma divisão, a On Deck Interactive. Em agosto de 2001, a Take-Two fechou a sede da Gathering of Developers em Dallas e movem a marca para a sede da empresa-mãe, em Nova Iorque. A marca foi fechada em setembro de 2004, com suas propriedades sendo absorvidas pela Global Star Software.

## História
A Gathering of Developers foi anunciada por Mike Wilson em 1997, com sua abertura oficial agendada para janeiro de 1998. Wilson havia anteriormente sido o diretor executivo da Ion Storm, uma desenvolvedora de jogos eletrônicos. A abertura da empresa ocorreu em 13 de janeiro de 1998. Seus co-fundadores foram Harry Miller, Jim Bloom, Rick Stults e Doug Myres. No mesmo mês, a desenvolvedora Terminal Reality se tornou sócia de capital da Gathering of Developers, através do qual seu vice-presidente, Brett Combs, se tornou parte do conselho de administração. Outros sócios incluíram Edge of Reality, 3D Realms, Epic Games, PopTop Software e Ritual Entertainment. Em fevereiro de 1998, a empresa assinou um acordo de investimento com a Pennsylvania Merchants Group. Em 1 de junho de 1998, a publicadora Take-Two Interactive anunciou um "investimento substancial" na Gathering of Developers, onde a Take-Two distribuiria os jogos publicados pela empresa. A Take-Two Interactive mais tarde adquiriu 20% das ações da empresa em fevereiro de 1999. Também em fevereiro de 1999, a Gathering of Developers ajudou a fundar o Independent Games Festival, e também sediou a sua edição em 1999. Em maio de 1999, a Gathering of Developers assinou um acordo com a Sega para distribuir oito de seus jogos na plataforma Heat.net.
Durante a Electronic Entertainment Expo, a Gathering of Developers oferecia churrasco grátis, música ao vivo e cerveja às quase 10.000 pessoas que atravessavam a rua e iam a seu estacionamento, chamado de "Lote Prometido". Na edição do evento em 2001, o estande da empresa contou com modelos promocionais vestidas com uniformes escolares para promover seu conteúdo adulto.
Em 1 de maio de 2000, a Take-Two Interactive anunciou que haviam adquirido a Gathering of Developers. O acordo foi assinado em grande parte pela instabilidade financeira da G.O.D. Em 4 de maio de 2000, a Take-Two e a Gathering of Developers lançaram a On Deck Interactive como uma marca de publicação para jogos com "preços amigáveis e apelo abrangente". Depois da saída de Robert Westmoreland, diretor executivo da On Deck Interactive, a marca foi fechada em 5 de março de 2001, com todos os seus jogos futuros transferidos para a Gathering of Developers. Em 3 de maio de 2001, o co-fundador da Gathering of Developers, Doug Myres, morreu inesperadamente devido a um ataque de asma. Em sua homenagem, a Gathering of Developers anunciou o prêmio "Doug Myres Substance Award" em junho daquele ano, que seria entregue na edição de julho de 2001 da Cyberathlete Professional League, com uma doação para o centro de defesa das crianças Dallas Children's Advocacy Center feita em nome do recipiente. O escritório da Gathering of Developers em Dallas foi fechado pela Take-Two Interactive em agosto de 2001, com todas as operações relocadas para a sede da Take-Two em Nova Iorque. Todos os funcionários foram demitidos ou saíram da empresa, grande parte deles então contratados pela SubstanceTV, uma nova empresa fundada anteriormente por Wilson e Myres. Em fevereiro de 2003, o nome da Gathering of Developers foi encurtado para simplesmente Gathering. Em 9 de setembro de 2004, depois de resultados desfavoráveis no relatório financeiro da Take-Two Interactive no terceiro quarto fiscal de 2004, a Gathering of Developers foi absorvida pela Globar Star Software, a marca de publicação de jogos de baixo custo da Take-Two.

## Jogos publicados
| Ano  | Título                                           | Plataforma(s)                              | Desenvolvedora                                                        | Ref.   |
| ---- | ------------------------------------------------ | ------------------------------------------ | --------------------------------------------------------------------- | ------ |
| 1998 | Jazz Jackrabbit 2                                | Microsoft Windows                          | Epic MegaGames / Orange Games                                         |        |
| 1998 | Railroad Tycoon II                               | Microsoft Windows                          | PopTop Software                                                       |        |
| 1998 | Jazz Jackrabbit 2: Holiday Hare '98              | Microsoft Windows                          | Epic MegaGames                                                        |        |
| 1999 | Jazz Jackrabbit 2: The Secret Files              | Microsoft Windows                          | Epic MegaGames                                                        |        |
| 1999 | Railroad Tycoon II                               | - Linux - Mac OS                           | - Loki Entertainment Software (Linux) - Westlake Interactive (Mac OS) |        |
| 1999 | Railroad Tycoon II: The Second Century           | Microsoft Windows                          | PopTop Software                                                       |        |
| 1999 | Darkstone                                        | Microsoft Windows                          | Delphine Software International                                       |        |
| 1999 | Fly!                                             | - Microsoft Windows - Mac OS               | Terminal Reality                                                      |        |
| 1999 | Nocturne                                         | Microsoft Windows                          | Terminal Reality                                                      |        |
| 1999 | Age of Wonders                                   | Microsoft Windows                          | Epic Games / Triumph Studios                                          |        |
| 2000 | Fly! 2K                                          | Microsoft Windows                          | Terminal Reality                                                      |        |
| 2000 | KISS: Psycho Circus - The Nightmare Child        | Microsoft Windows                          | Third Law Interactive                                                 |        |
| 2000 | Heavy Metal: F.A.K.K. 2                          | - Microsoft Windows - Mac OS               | Ritual Entertainment                                                  |        |
| 2000 | Blair Witch Volume I: Rustin Parr                | Microsoft Windows                          | Terminal Reality                                                      |        |
| 2000 | 4x4 Evolution                                    | - Microsoft Windows - Mac OS - Dreamcast   | Terminal Reality                                                      |        |
| 2000 | Rune                                             | - Microsoft Windows - Mac OS               | Human Head Studios                                                    |        |
| 2000 | Blair Witch Volume II: The Legend of Coffin Rock | Microsoft Windows                          | Human Head Studios                                                    |        |
| 2000 | Blair Witch Volume III: The Elly Kedward Tale    | Microsoft Windows                          | Ritual Entertainment                                                  |        |
| 2001 | Kingdom Under Fire: A War of Heroes              | Microsoft Windows                          | Phantagram                                                            |        |
| 2001 | Oni                                              | - Microsoft Windows - Mac OS               | Bungie                                                                |        |
| 2001 | 4x4 Evolution                                    | PlayStation 2                              | Terminal Reality                                                      |        |
| 2001 | Serious Sam: The First Encounter                 | Microsoft Windows                          | Croteam                                                               |        |
| 2001 | Tropico                                          | - Microsoft Windows - Mac OS               | - PopTop Software - Feral Interactive (Mac OS)                        |        |
| 2001 | Fly! II                                          | - Microsoft Windows - Mac OS               | Terminal Reality                                                      |        |
| 2001 | Rune: Halls of Valhalla                          | - Microsoft Windows - Mac OS - Linux       | - Loki Entertainment Software (Linux) - Westlake Interactive (Mac OS) |        |
| 2001 | Rune                                             | Linux                                      | Loki Entertainment Software                                           |        |
| 2001 | Max Payne                                        | Microsoft Windows                          | Remedy Entertainment / 3D Realms                                      |        |
| 2001 | Stronghold                                       | Microsoft Windows                          | Firefly Studios                                                       |        |
| 2001 | 4x4 EVO 2                                        | - Microsoft Windows - Xbox                 | Terminal Reality                                                      |        |
| 2001 | Heavy Metal: F.A.K.K. 2                          | Linux                                      | Loki Entertainment Software                                           |        |
| 2001 | Myth III: The Wolf Age                           | Microsoft Windows                          | MumboJumbo                                                            |        |
| 2002 | Myth III: The Wolf Age                           | Mac OS                                     | MacSoft Games                                                         |        |
| 2002 | Tropico: Paradise Island                         | Microsoft Windows                          | PopTop Software / BreakAway Games                                     |        |
| 2002 | Serious Sam: The Second Encounter                | Microsoft Windows                          | Croteam                                                               |        |
| 2002 | 4x4 EVO 2                                        | Mac OS                                     | Aspyr                                                                 |        |
| 2002 | Stronghold                                       | Mac OS                                     | MacSoft Games                                                         |        |
| 2002 | Age of Wonders II: The Wizard's Throne           | Microsoft Windows                          | Triumph Studios / PopTop Software                                     |        |
| 2002 | Max Payne                                        | Mac OS                                     | Feral Interactive                                                     |        |
| 2002 | Mafia                                            | Microsoft Windows                          | Illusion Softworks                                                    |        |
| 2002 | Stronghold: Crusader                             | Microsoft Windows                          | Firefly Studios                                                       |        |
| 2003 | Vietcong                                         | Microsoft Windows                          | Pterodon / Illusion Softworks                                         |        |
| 2003 | Tropico 2: Pirate Cove                           | Microsoft Windows                          | Frog City Software / PopTop Software                                  |        |
| 2003 | Age of Wonders: Shadow Magic                     | Microsoft Windows                          | Triumph Studios                                                       |        |
| 2003 | Space Colony                                     | Microsoft Windows                          | Firefly Studios                                                       |        |
| 2003 | Hidden & Dangerous 2                             | Microsoft Windows                          | Illusion Softworks                                                    |        |
| 2003 | Railroad Tycoon 3                                | Microsoft Windows                          | PopTop Software                                                       |        |
| 2004 | Mafia                                            | - PlayStation 2 - Xbox                     | Illusion Softworks                                                    |        |
| 2004 | Vietcong: Fist Alpha                             | Microsoft Windows                          | Pterodon / Illusion Softworks                                         |        |
| 2004 | Destruction Derby Arenas                         | PlayStation 2                              | Studio 33                                                             |        |
| 2004 | Space Colony                                     | Mac OS                                     | Aspyr                                                                 |        |
| 2004 | Railroad Tycoon 3: Coast to Coast                | Microsoft Windows                          | PopTop Software                                                       | [ 32 ] |
| 2004 | The Guy Game                                     | - Xbox - PlayStation 2 - Microsoft Windows | - Topheavy Studios - Atomic Planet Entertainment (PS2)                |        |
| 2004 | Wings of War                                     | - Microsoft Windows - Xbox                 | Silver Wish Games                                                     |        |
| 2004 | Railroad Tycoon 3                                | Mac OS                                     | MacSoft Games                                                         |        |
| 2004 | Vietcong: Purple Haze                            | - Xbox - PlayStation 2 - Microsoft Windows | - Pterodon / Illusion Softworks - Coyote Developments (PS2, Xbox)     |        |
| 2005 | Vietcong: Red Dawn                               | Microsoft Windows                          | Pterodon / Illusion Softworks                                         | [ 33 ] |
| 2005 | Tropico 2: Pirate Cove                           | Mac OS                                     | MacSoft Games                                                         |        |